# Роґувко (Вармінсько-Мазурське воєводство)
Роґувко (пол. Rogówko, нім. Rogowken) — село в Польщі, у гміні Ковале-Олецьке Олецького повіту Вармінсько-Мазурського воєводства.
Населення — 78 осіб (2011).

## Демографія
Демографічна структура станом на 31 березня 2011 року:
|          | Загалом | Допрацездатний вік | Працездатний вік | Постпрацездатний вік |
| -------- | ------- | ------------------ | ---------------- | -------------------- |
| Чоловіки | 39      | 12                 | 22               | 5                    |
| Жінки    | 39      | 10                 | 17               | 12                   |
| Разом    | 78      | 22                 | 39               | 17                   |